# Kabinett Michael (Wales)
Das Kabinett Michael war die erste Regierung von Wales. Sie wurde nach der Wahl zur Nationalversammlung für Wales 1999 gebildet. Bei dieser Wahl gewann die Labour Party zwar die meisten Sitze im Walisischen Parlament, nicht aber eine absolute Mehrheit. Dennoch entschied sich Michael gegen die Bildung einer Koalition mit den Liberal Democrats und regierte in einer Minderheitsregierung. Es war vom 12. Mai 1999 bis zum 3. Februar 2000 im Amt.

## Misstrauensvotum
Im Jahr 2000 trat die Regierung aufgrund eines drohenden Misstrauensvotums zurück und wurde von einer Übergangsregierung von Rhodri Morgan abgelöst. Nach dem Rücktritt sprach das Parlament dennoch das Misstrauen aus.

## Kabinett
| Amt                                                   | Bild | Name              | Partei | Partei    | Amtszeit  |
| ----------------------------------------------------- | ---- | ----------------- | ------ | --------- | --------- |
| First Secretary                                       |      | Alun Michael      |        | Labour    | 1999–2000 |
| Minister für Landwirtschaft und ländliche Entwicklung |      | Christine Gwyther | Labour | 1999–2000 |           |
| Minister für wirtschaftliche Entwicklung und Europa   |      | Rhodri Morgan     | Labour | 1999–2000 |           |
| Minister für Bildung                                  |      | Rosemary Butler   | Labour | 1999–2000 |           |
| Minister für Weiterbildung                            |      | Tom Middlehurst   | Labour | 1999–2000 |           |
| Finanzminister                                        |      | Edwina Hart       | Labour | 1999–2000 |           |
| Minister für Gesundheit und soziale Sicherung         |      | Jane Hutt         | Labour | 1999–2000 |           |
| Minister für Umwelt und Kommunalverwaltung            |      | Peter Law         | Labour | 1999–2000 |           |
| Kabinettsmitglied mit beratender Stimme               |      |                   |        |           |           |
| Chief Whip                                            |      | Andrew Davies     |        | Labour    | 1999–2000 |